# Peene
Peene (tiếng Đức: [ˈpeːnə] ⓘ) là một dòng sông ở Đức.

## Địa lý
Westpeene, với Ostpeene như nhánh còn của nó, và Kleine Peene / Teterower Peene (với một Peene không đặc điểm kỹ thuật (hoặc Nordpeene) như nó nhỏ hơn và ngắn hơn giàu có) chảy vào Kummerower Xem (Hồ Kummerow), và từ đó như Peene thích hợp để anklam và vào đầm Oder.

Nhánh phía tây của sông Oder, ngăn cách đảo Usedom với lục địa Đức, thường được gọi là Peene, nhưng thực sự được coi là một phần của biển Baltic được gọi là Peenestrom. Đây là một trong ba kênh kết nối đầm Oder với Vịnh Pomerania của biển Baltic. (Các kênh khác là Świna và Dziwna.) 

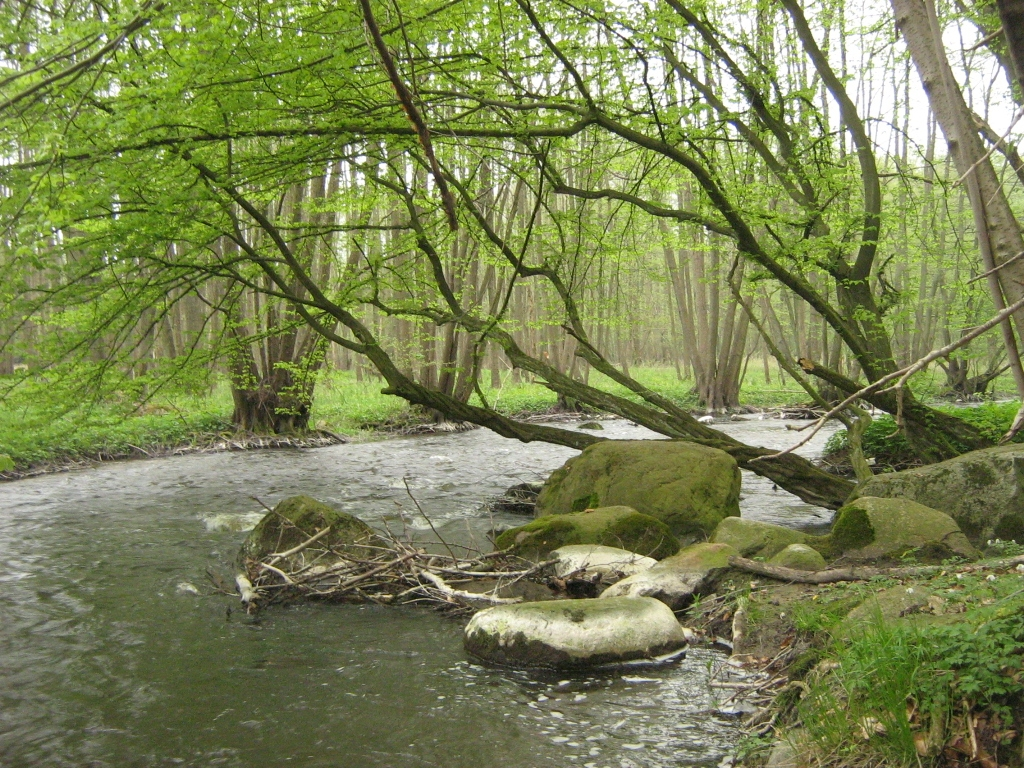
Ostpeene
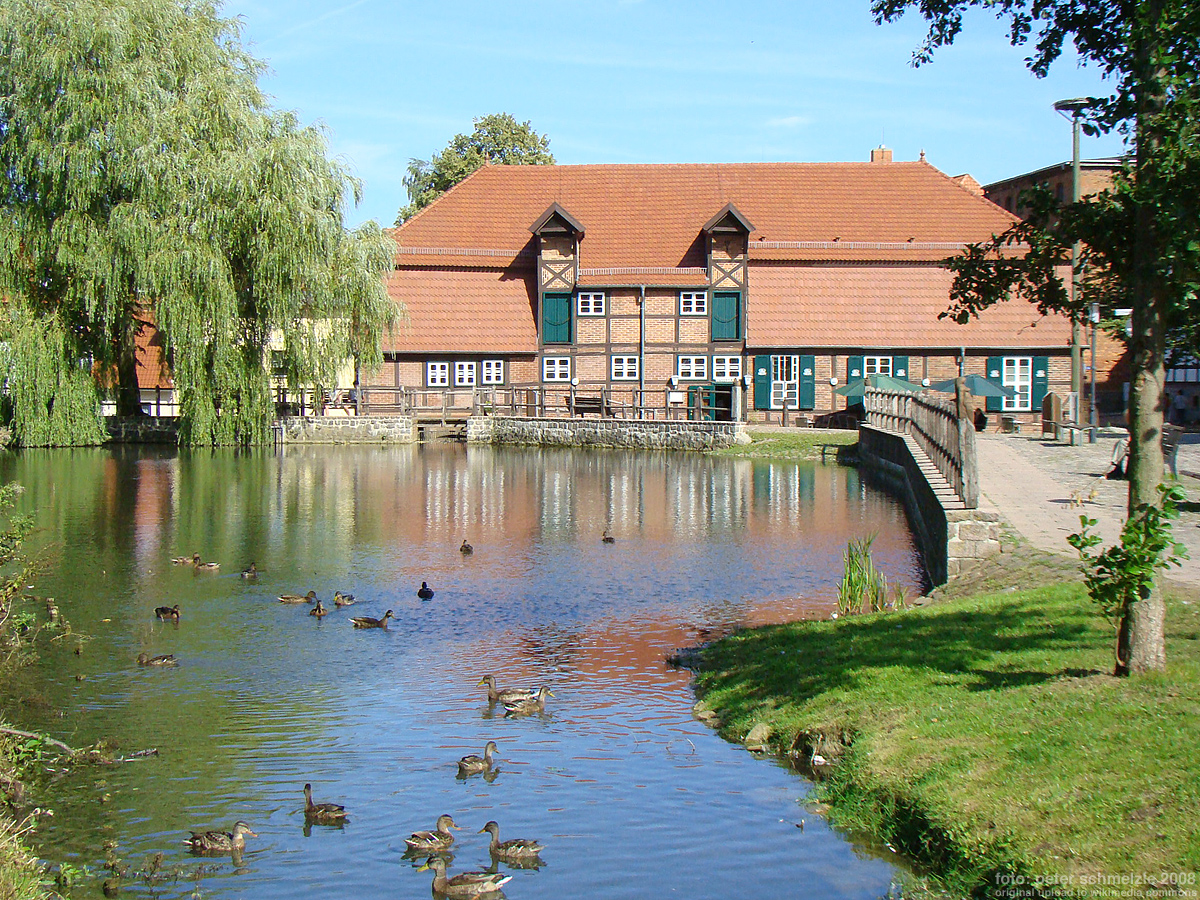
Cối xay nước cũ trên Kleine Peene ở Teterow
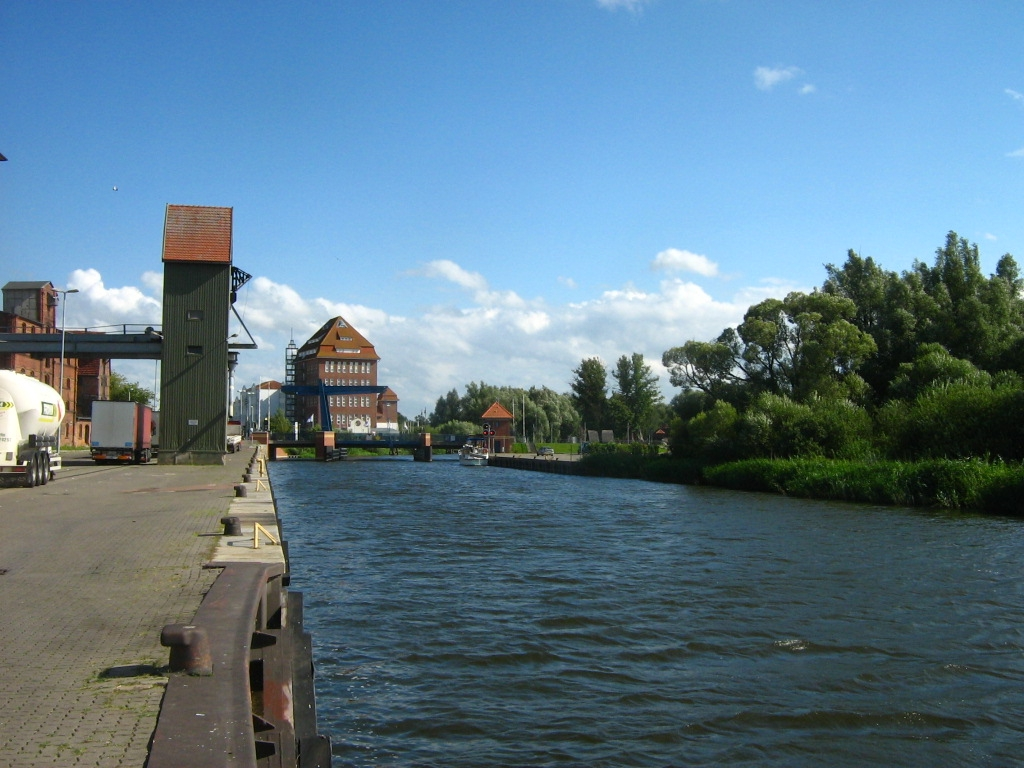
Bến cảng Peene ở Demmin
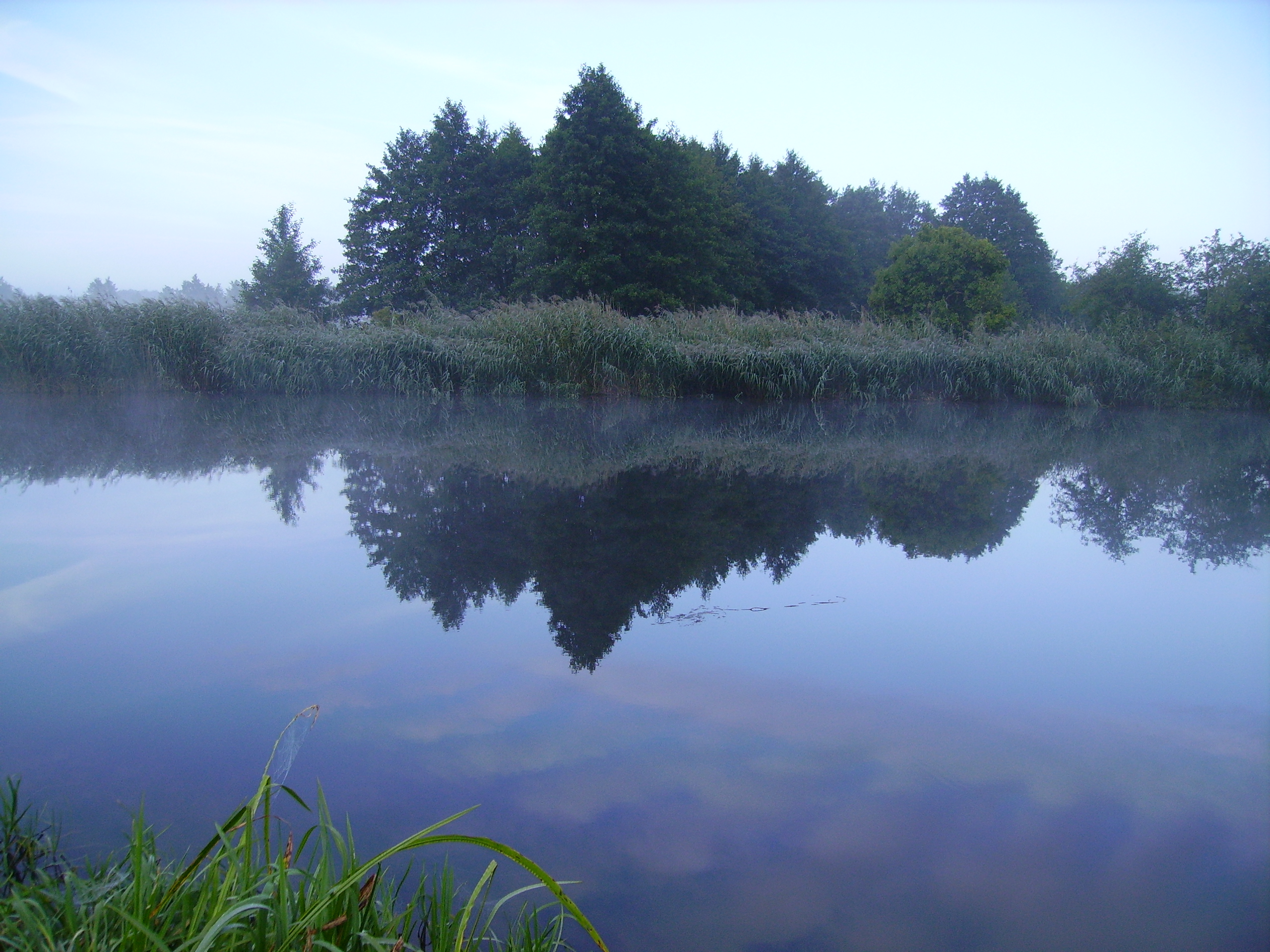
Sông Peene gần Loitz
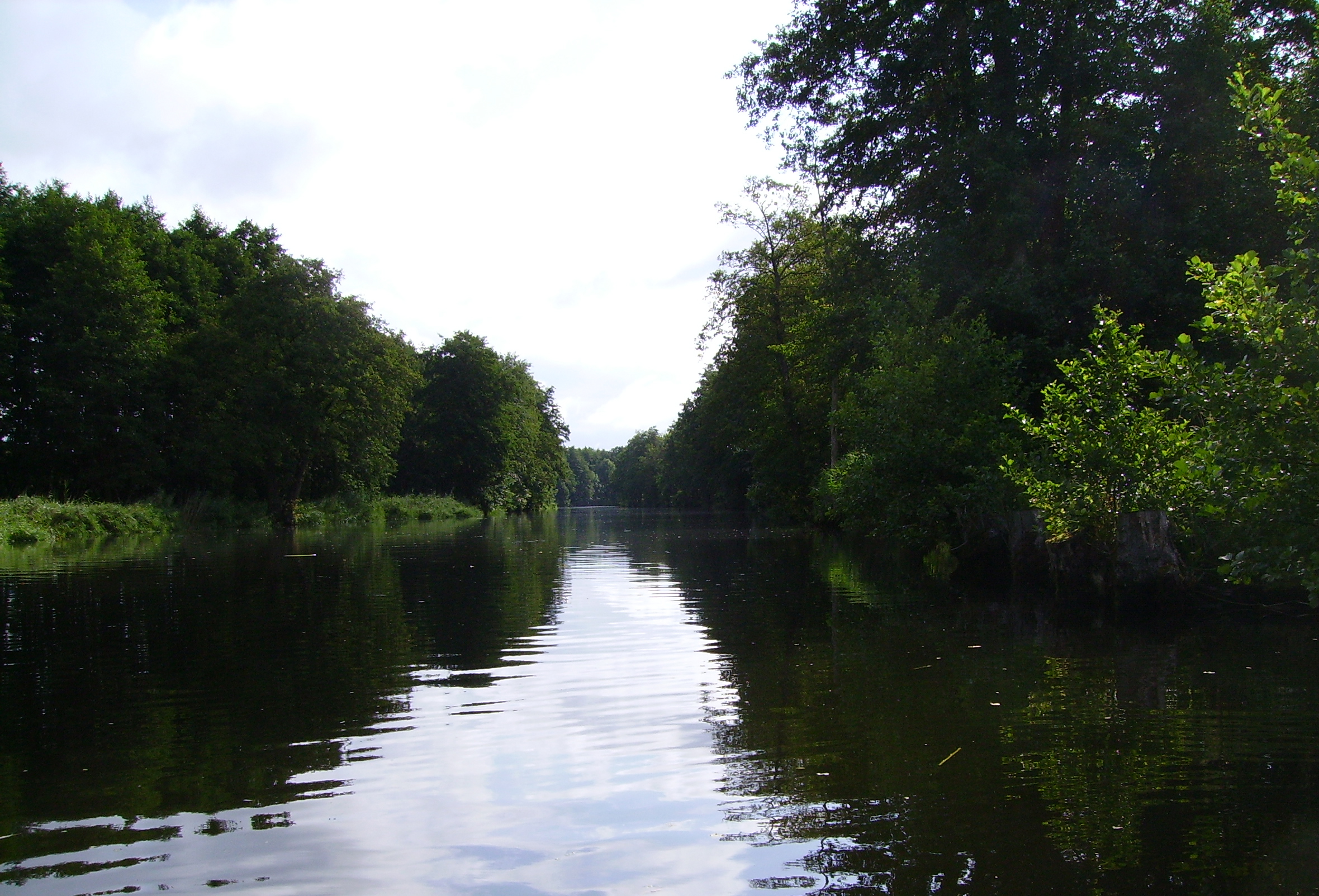
Sông Peene gần Jarmen
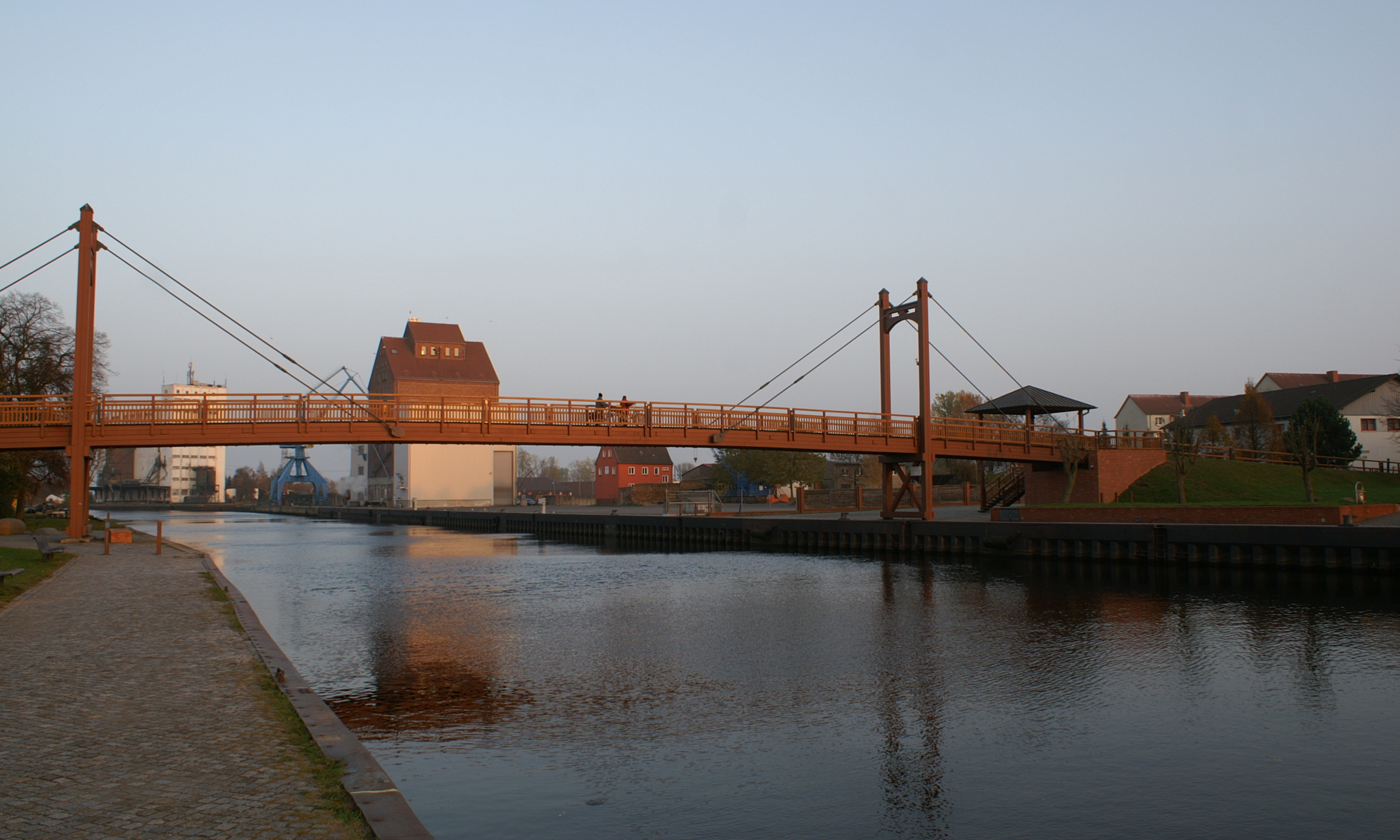
Sông Peene ở Anklam
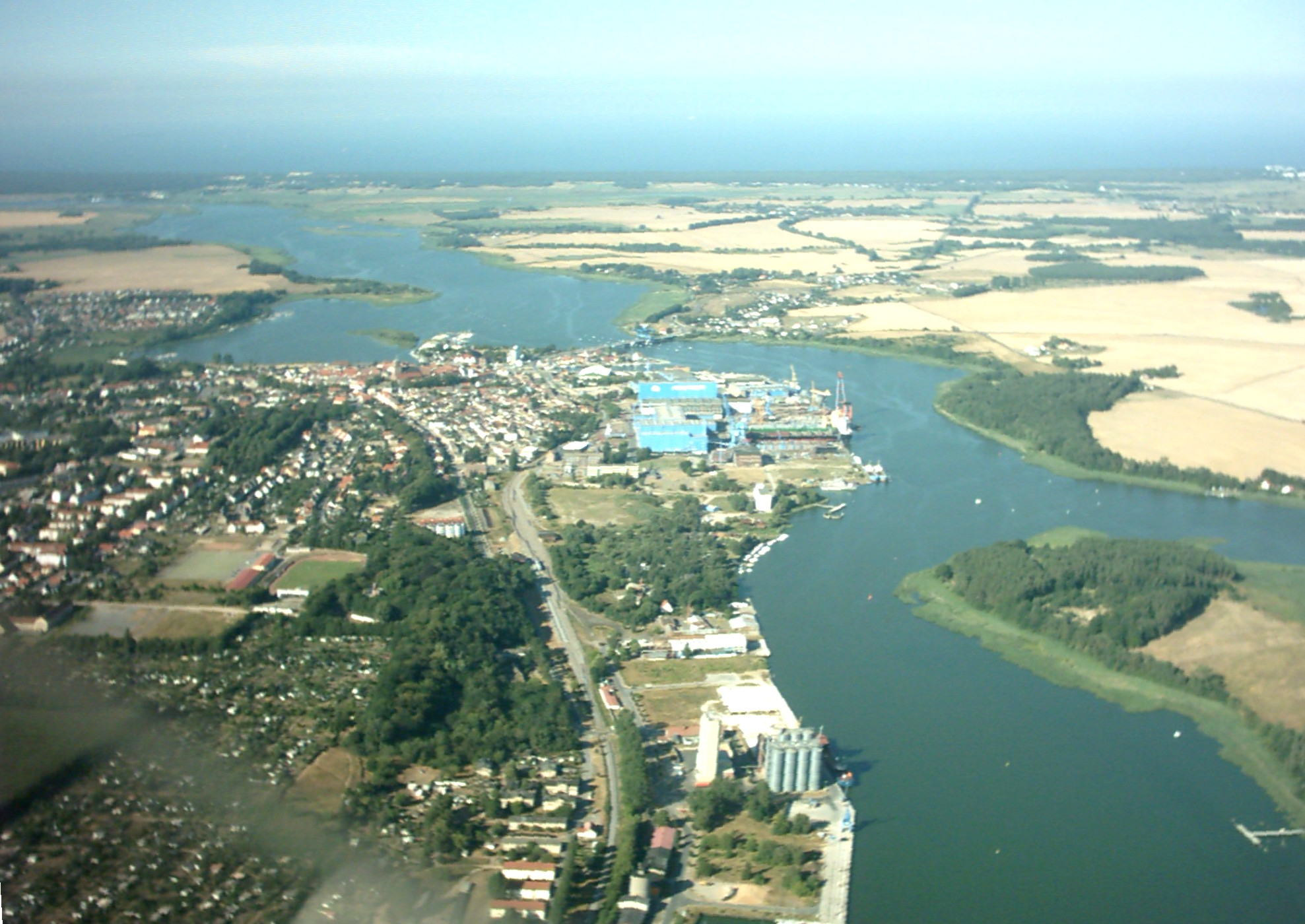
Eo biển Peenestrom với Wolgast
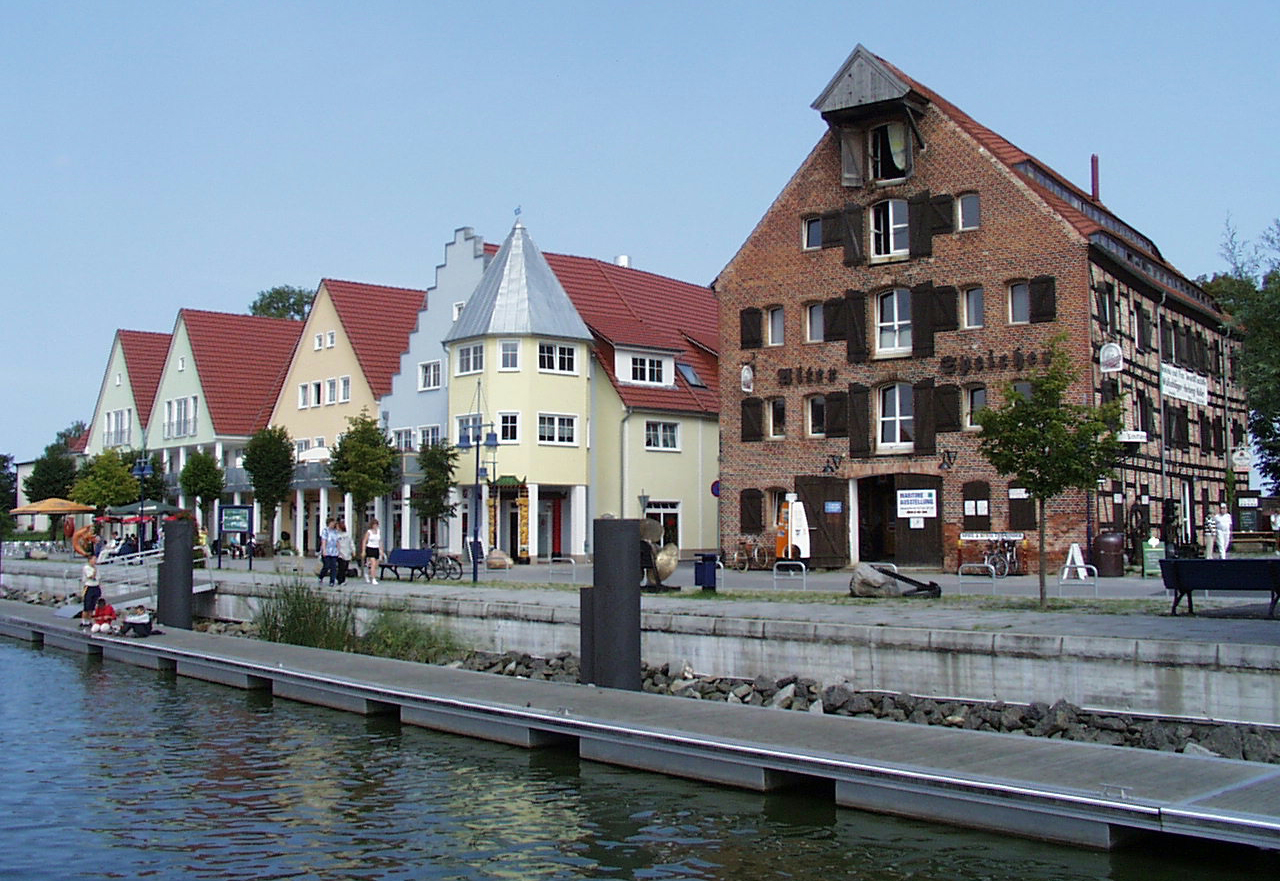
Bến cảng Peenestrom ở Wolgast

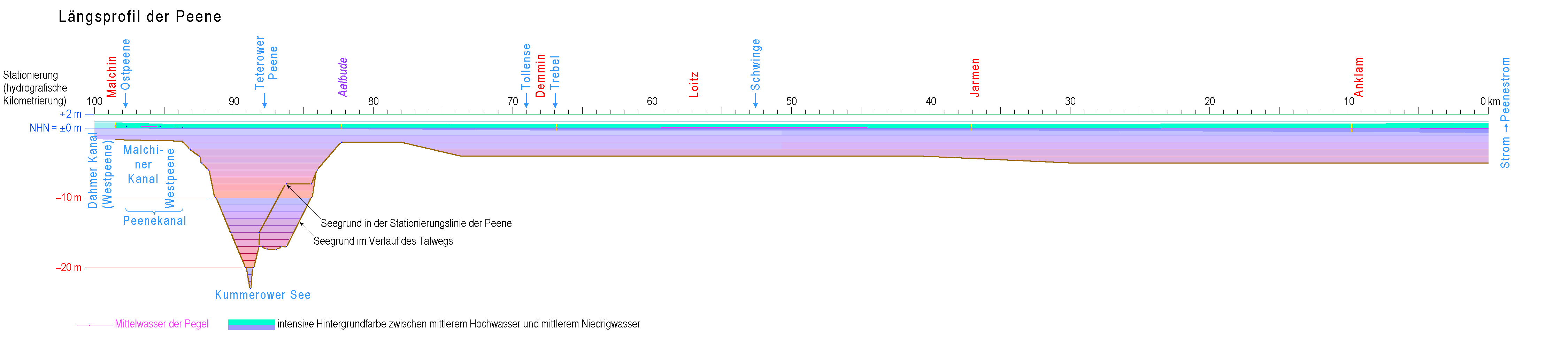
Hồ sơ theo chiều dọc của sông Peene từ Malchin đến cửa vào Peenestrom

## Thủy văn
Sông Peene tự nó có một số tính chất của một cửa vào. Từ Kummerower See, bao gồm, đến miệng, mặt nước là năm feet trở lên dưới mực nước biển. Hiệu ứng tàu gió của bề mặt lớn của hồ này cho phép dòng chảy ngược mà với gió bắc có thể kéo dài tới một tuần. Những dòng chảy ngược này không chỉ xảy ra trong thời gian xả thấp các chất gây nghiện của nó, mà còn xảy ra trong thời gian tràn của lượng mưa. 

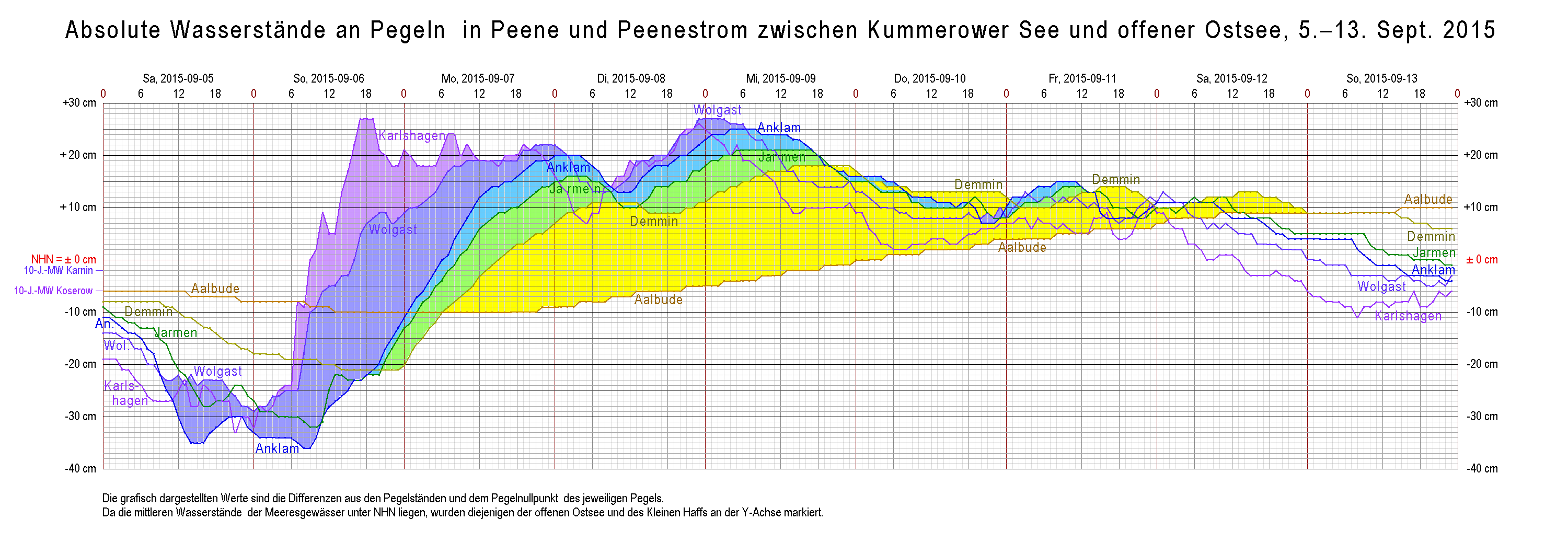
Mực nước tại một loạt các đồng hồ đo trên sông Peene và eo biển Peenestrom trong một tuần dòng chảy ngược. Karlshagen nằm trên Peenestrom, gần biển khơi. Aalbude gần lối ra của hồ Kummerow. Nền màu đại diện cho các khu vực, khi mực nước biển nhiều hơn mực nước nội địa nhiều hơn

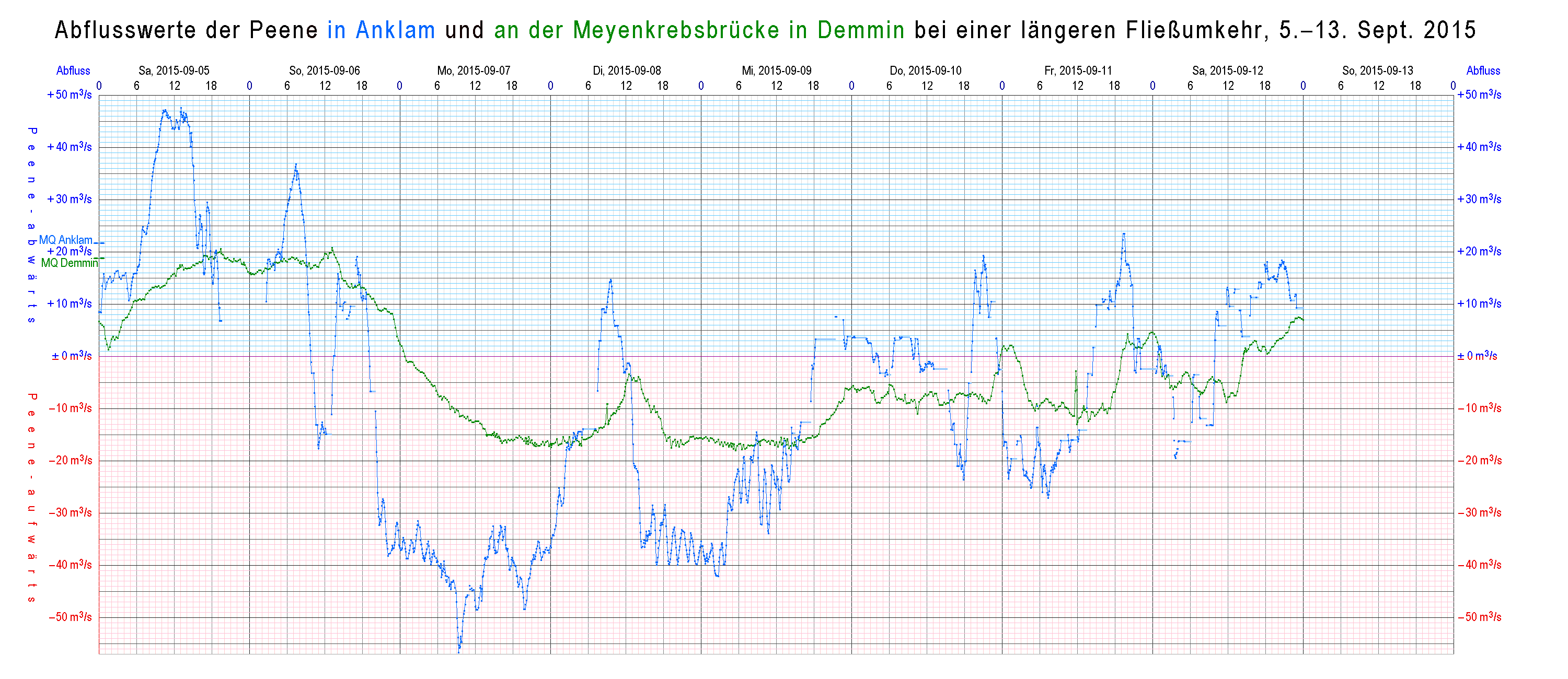
Dòng chảy ở Anklam và Demmin trong cùng một tuần. Phần dưới của đồ họa này (với lưới màu đỏ) hiển thị các luồng ngược.

## Sinh thái học
Thung lũng Peene là một trong những khu vực fen tiếp giáp lớn nhất ở trung tâm châu Âu. Nhờ sự hoang dã và thiên nhiên nguyên vẹn của nó, dòng sông Peene và thung lũng của nó đôi khi được gọi một cách hùng vĩ là "Amazon của phương Bắc".
Các thị trấn lớn tại sông Peene là Malchin, Teterow, Demmin và Anklam.
Wolgast nằm trên eo biển Peenestrom.